# روابط امپراتوری عثمانی و دودمان نصریان

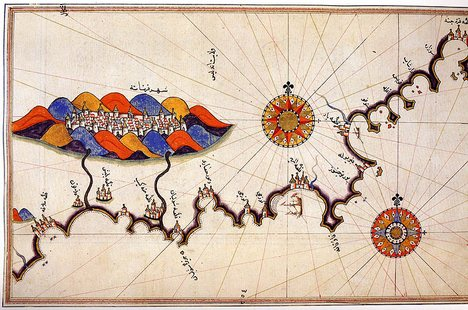
نقشه گرانادا توسط نقشه‌بردار عثمانی پیری رئیس، قرن پانزدهم.

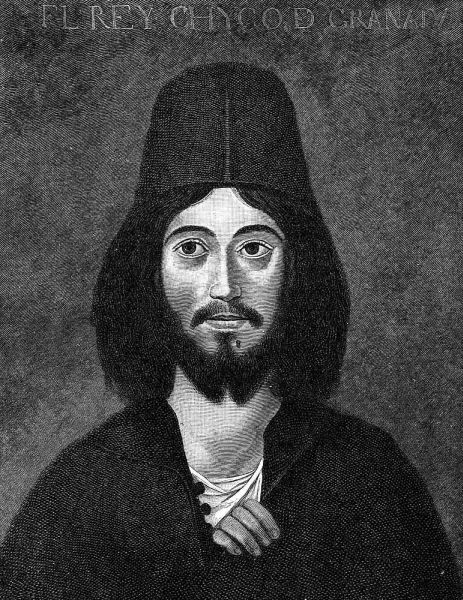
آخرین حاکم نصریان، درخواست کمک عثمانی و مملوک علیه اسپانیا را کرد

روابط امپراتوری عثمانی و دودمان نصریان (Nasrid–Ottoman relations) در آخرین سال‌های قرن پانزدهم اتفاق افتاد، زیرا سلسله نصریان سعی در کمک گرفتن از امپراتوری عثمانی علیه تحرکات برای بازپس‌گیری اندلس در اسپانیا داشت.
قلمرو عثمانی‌ها اخیراً به غرب مدیترانه گسترش یافته بود، به ویژه با حمله عثمانی‌ها به اوترانتو در ایتالیا در سالهای ۸۱-۱۴۸۰، که با مرگ سلطان محمد دوم ناتمام ماند.
این گسترش ترک‌ها تهدیدی بیشتر برای پادشاهی اسپانیا در زمان فرناندو بود که باید با حضور مسلمانان در جنوب اسپانیا با پادشاهی قرطبه مقابله می‌کرد. این امر اسپانیا را ترغیب کرد تا با خلع سلاح کردن مدجن‌ها و ممنوعیت دسترسی آنها به قلعه‌ها، برخورد شدیدتری داشته باشد.
ترک‌ها به پیشروی در میادین غربی مدیترانه ادامه دادند. شایعاتی درباره آمدن ناوگان ترک‌ها در سالهای ۱۴۸۴ وجود داشت و آنها در سال ۱۴۸۸ به مالت حمله کردند. فرناندو دفاع سیسیل را تقویت کرد و حتی از ۱۴۸۸ تا ۱۴۹۱ با مملوک‌ها اتحاد موقت ایجاد نمود.